# Simaetha furiosa
Simaetha furiosa är en spindelart som först beskrevs av Henry Roughton Hogg 1919.  Simaetha furiosa ingår i släktet Simaetha och familjen hoppspindlar. Inga underarter finns listade i Catalogue of Life.